# De Havilland DH.27 Derby
Il de Havilland DH.27 Derby fu un biplano bombardiere pesante monomotore, pensato per soddisfare le richieste dell'Air Ministry. Non raggiunse mai la produzione.

## Sviluppo
Il DH.27 Derby fu progettato seguendo le indicazioni dell'Air Ministry per la costruzione di un bombardiere pesante a lungo raggio. Le ali superiori ed inferiori furono realizzate in legno e ricoperte di tessuto ed entrambe dotate di aleroni, inoltre potevano essere ripiegate verso l'esterno rispetto alla struttura dell'aereo. Le due ali erano assicurate al resto del velivolo non tramite la solita struttura di cavi che si può riscontrare nei biplani classici, ma tramite un lungo pilone centrale dalla forma aerodinamica, il quale conteneva anche i serbatoi del carburante. Le ruote del carrello per l'atterraggio vennero montate su strutture solidali con le ali inferiori in modo che il carrello stesso fosse separato al centro per permettere di alloggiare e sganciare una bomba direttamente dal centro della fusoliera.
La fusoliera seguiva il concetto classico della de Havilland, realizzata con longheroni di abete rosso e rivestita di sottile compensato. Anche il timone di coda ebbe la forma arrotondata classica dei velivoli de Havilland. Il pilota sedeva immediatamente sotto il bordo dell'ala e alle sue spalle risiedeva l'osservatore/artigliere, il navigatore/bombardiere era alloggiato all'interno della fusoliera, tra il pilota e l'osservatore, in una cabina con tre oblò. Il propulsore di bordo disponeva di un radiatore montato direttamente nel muso dell'aereo e di un'elica a quattro pale.
Vennero realizzati solo due prototipi e il primo volò 13 ottobre 1922. Dopo i primi test di volo, l'Air Ministry decise di adottare l'Avro Aldershot piuttosto che il DH.27, il quale si dimostrò più pesante; inoltre l'Aldershot aveva i vani bombe interni alla fusoliera, a differenza del Derby. I due prototipi vennero inviati ad una base della RAF sita a Isle of Grain dove vennero utilizzati fino al 1924 per scopi generali e come banco di prova.